# منطقه جنوب برزیل
منطقه جنوب برزیل (به پرتغالی: South Region, Brazil) یک منطقه در برزیل است.

## خصوصیات
منطقه جنوب برزیل ۵۷۶٬۴۰۹٫۶ کیلومترمربع مساحت و ۲۹٬۰۱۶٬۱۱۴ نفر جمعیت دارد.

## جمعیت‌شناسی
| شهر          | ایالت             | جمعیت (۲۰۱۰) |
| ------------ | ----------------- | ------------ |
| کوریتیبا     | پارانا، برزیل     | ۱٬۷۵۱٬۹۰۷    |
| پورتو الگره  | ریو گرانده دو سول | ۱٬۴۰۹٬۳۵۱    |
| جوینویل      | سانتا کاتارینا    | ۵۱۵٬۲۸۸      |
| لوندرینا     | پارانا، برزیل     | ۵۰۶٬۷۰۱      |
| کاشیاس دو سو | ریو گرانده دو سول | ۴۳۵٬۵۶۴      |
| فلوریانوپلیس | سانتا کاتارینا    | ۴۲۱٬۲۴۰      |
| مارینگا      | پارانا، برزیل     | ۳۵۷٬۰۷۷      |
| پلوتاس       | ریو گرانده دو سول | ۳۲۸٬۲۷۵      |
| کانواس       | ریو گرانده دو سول | ۳۲۳٬۸۲۷      |
| پونتا گروسا  | پارانا، برزیل     | ۳۱۱٬۶۱۱      |
| بلومنائو     | سانتا کاتارینا    | ۳۰۹٬۲۱۴      |

### ترکیب نژادی
| رنگ پوست/نژاد (۲۰۰۸) | رنگ پوست/نژاد (۲۰۰۸) |
| -------------------- | -------------------- |
| سفید پوست            | ۷۸٫۶۵٪               |
| دو رگه (قهوه‌ای)      | ۱۶٫۹۸٪               |
| سیاه پوست            | ۳٫۵۰٪                |
| زرد پوست             | ۰٫۴۹٪                |
| بومی‌های برزیل        | ۰٫۳۱٪                |
| اعلام نشده           | ۰٫۰۶٪                |